# Communauté de ville
Pour un article plus général, voir Établissement public de coopération intercommunale.
Pour les articles homonymes, voir CDV et CV.
Une communauté de ville (CV ou CDV), ou communauté de villes légalement, est un ancien type d’intercommunalité à fiscalité propre française.
Créé par la loi relative à l’administration territoriale de la République (ATR), le statut de communauté de ville apparaît dans le paysage intercommunal français à compter du 1er janvier 1993. Seule une poignée de regroupements de communes choisisse ce dernier, ce qui conduit à sa suppression au plus tard au 1er janvier 2002 par la loi relative au renforcement et à la simplification de la coopération intercommunale (dite « Chevènement »). Dans les faits, les communautés de villes disparaissent au profit de communautés d’agglomérations (CA) l’année de la promulgation de la loi, au 31 décembre 1999.

## Histoire
Comme celui de communauté de communes (CC), le statut de communauté de villes (CV) est créé par la loi du 6 février 1992 relative à l’administration territoriale de la République (ATR). Dans les premières moutures du texte, l’objectif initial du gouvernement est de développer l’intercommunalité en milieu urbain. Cependant, à la suite de l’application de la loi, seules quatre communautés de villes sont érigées en 1996. Le seuil de population pour la formation d’une communauté de villes est fixé à 20 000 habitants. Le statut disparaît à la suite de la loi Chevènement.

## Organisation
Établissement public de coopération intercommunale à fiscalité propre (EPCIFP), la communauté de ville détient deux organes principaux : un conseil de communauté, chargé des délibérations, ainsi qu’un bureau émanant de ce dernier, chargé lui des missions d’exécution. Les deux instances sont dirigées politiquement par le président du conseil de communauté.

## Liste
- Communauté de villes de Cambrai (du 1er janvier 1993 au 31 décembre 1999)
- Communauté de villes de la Rochelle (du 1er janvier 1993 au 31 décembre 1999)
- Communauté de villes Garlaban-Huveaune-Sainte-Beaume (du 1er janvier 1993 au 31 décembre 1999)
- Communauté de villes du Pays-de-Flers (du 1er janvier 1994 au 31 décembre 1999)
- Syndicat intercommunal pour l’aménagement et le développement des coteaux et de la vallée de l’Hers, dit « Sicoval » (du 1er janvier 1996 au 31 décembre 1999)